# Ježov (kraj Wysoczyna)
Ježov – gmina w Czechach, w powiecie Pelhřimov, w kraju Wysoczyna.
1 stycznia 2017 gminę zamieszkiwało 60 osób, a ich średni wiek wynosił 45,6 roku.